# Exorista aestivalis
Exorista aestivalis là một loài ruồi trong họ Tachinidae.